# Дмитрівка (селище)

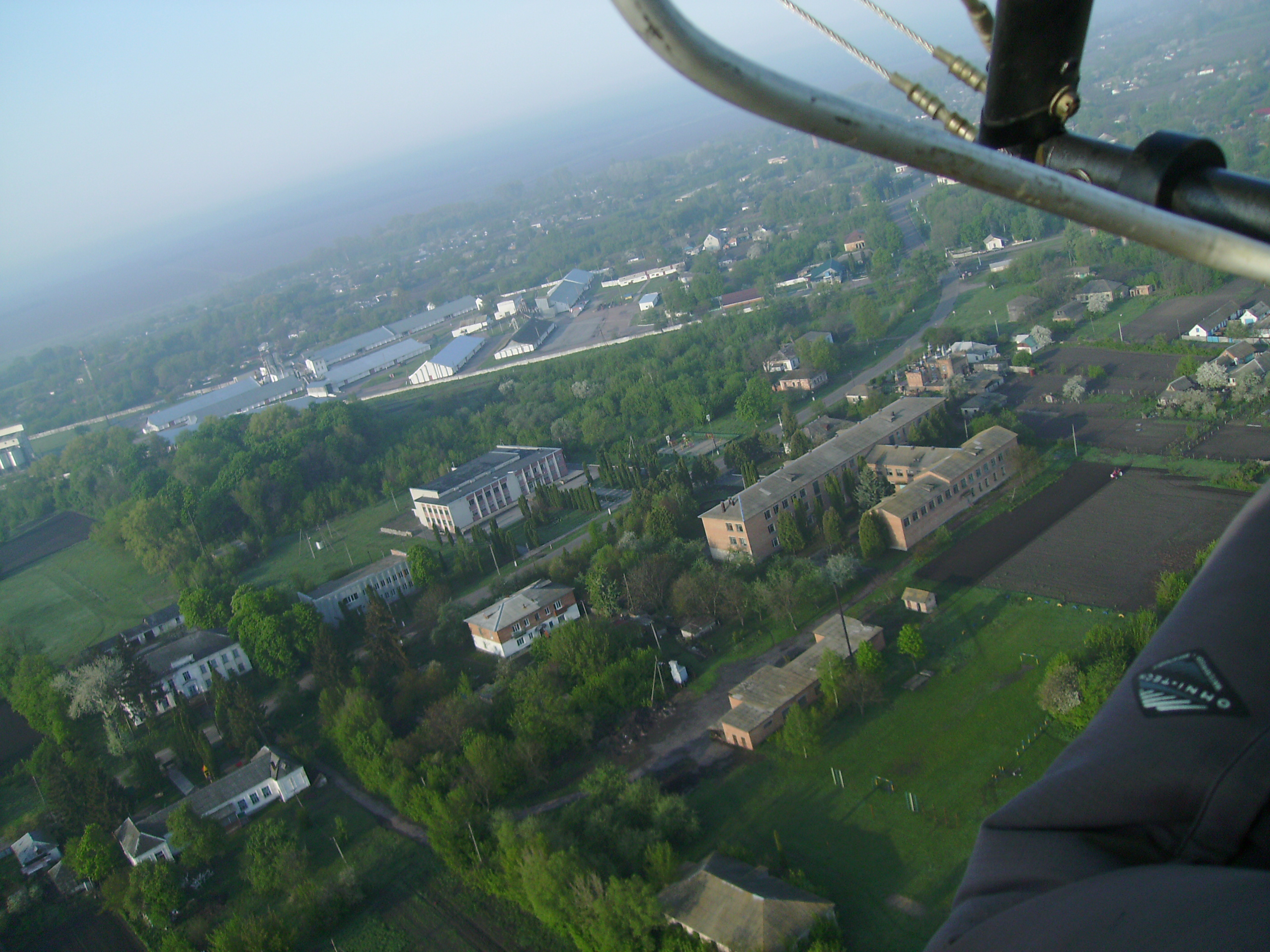
Школа, клуб, с/рада Дмитрівка, 05.05.2020 р.

Дмитрівка — селище в Україні, Чернігівській області, Ніжинському районі. Центр Дмитрівської селищної громади.

## Географічне положення

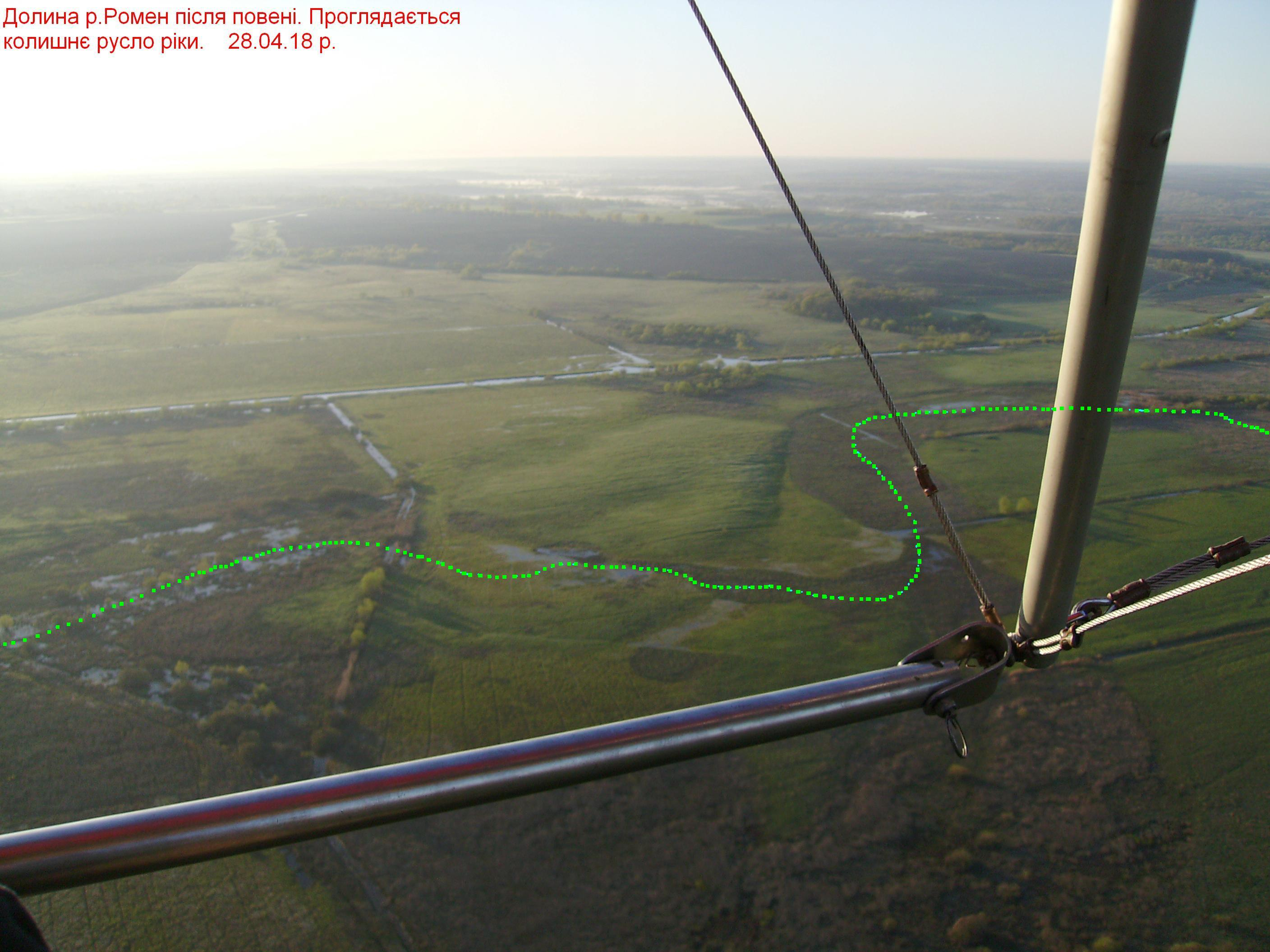
Старорічище р.Ромен та сучасна меліорація. Фото з МДП 28.04.2018 року

Селище Дмитрівка розташоване на південному сході Ніжинського району на березі притоки Сули річки Ромен, за 36 км від міста Бахмач на залізничній лінії Бахмач—Ромодан між станціями Григорівка (13 км) та Блотниця (12 км). На півдні межує із селом Щуча Гребля, на сході з селом Рябухи та селом Красний Колядин Прилуцького району, на півночі — з селом Гайворон та на заході з селом Рубанка.
Дмитрівка розташована в лісостеповій зоні помірного помірно-континентального клімату.

## Символіка

### Герб
Герб смт Дмитрівки являє собою синій щит, у якому срібний лівий перев'яз, рівношироко скошений двома чорними тонкими перев'язами, посередині щита срібна постать св. Димитрія Солунського (герб є промовистим) зі списом у руці, із золотим німбом та в золотому плащі; вгорі праворуч — золотий хрест із розширеними раменами. Щит обрамовано декоративним картушем та увінчано срібною мурованою короною.

### Прапор
Квадратне полотнище синього кольору, розділене з нижнього краю від древка по діагоналі поперемінно трьома білими (завширшки в 1/6 сторони полотнища) і двома чорними (завширшки в 1/8 сторони полотнища) смугами, у верхньому полі від древка жовтий хрест із розширеними раменами.

### Пояснення символіки герба та прапора
У щиті постать св. Димитрія Солунського як відображення назви поселення (імовірно, Димитрій — це ім'я засновника поселення). За висновками вчених літописний «Град Димитров», згаданий у Іпатіївському літописі під 1183 роком — це стародавнє городище поблизу сучасної Дмитрівки. Тому цей факт відображено у вигляді святого покровителя громади. Золотий козацький хрест — символ історичної приналежності Дмитрівки до Красноколядинської сотні Прилуцького полку. Три срібні смуги символізують річки Ромен, Хвощова і Баскакова, на берегах яких виникла Дмитрівка. Дві чорні смуги між ними є символом залізниці, що свого часу стала важливим чинником економічного розвитку Дмитрівки.
Прапор смт Дмитрівки містить основні символи герба селища.

## Історія

### Літописні відомості
Вчені припускають, що літописний «Град Димитров», згаданий у Іпатіївському літописі під 1183 роком — стародавнє городище поблизу сучасної Дмитрівки. Літопис Руський згадує про це так:
|  | У рік 6691-й (1183-й) місяця лютого, у двадцять і третій день, у другу неділю посту, прийшли ізмаїльтяни, безбожні половці на Русь пустошити, до города Дмитрова, з окаянним Кончаком і Глібом Тирійовичем. Але через Боже заступництво і не було від них шкоди... |

### Від заснування до 1917 року
Офіційно вважається, що Дмитрівка заснована 1647 року. Село виникло на острові, який утворювали річки Ромен та Хвощова і струмок, назва якого невідома. Нині цей район села називається Заромен. Ймовірно спочатку заселення Дмитрівки йшло із-за річки Ромен з боку села Красний Колядин (літописне місто Глебль). Містечко Дмитрів входило, чи ймовірно сформувалося, при  створенні Посульської оборонної лінії. Село позначене на
карті Боплана від 1648 р.. (Якщо вже була позначена, то заснована значно раніше 1647 р.)
З 1649 у складі Красноколядинської сотні Прилуцького полку. У роки Північної війни в Дмитрівці зупинялись на нічліг гетьман України Іван Мазепа і шведський король Карл XII.
За участь у війні проти Московії Дмитрівка та інші навколишні села, як і гетьманська столиця Батурин, зазнали масового винищення населення. Це видно на основі аналізу поширених прізвищ у селі до та після Північної війни.

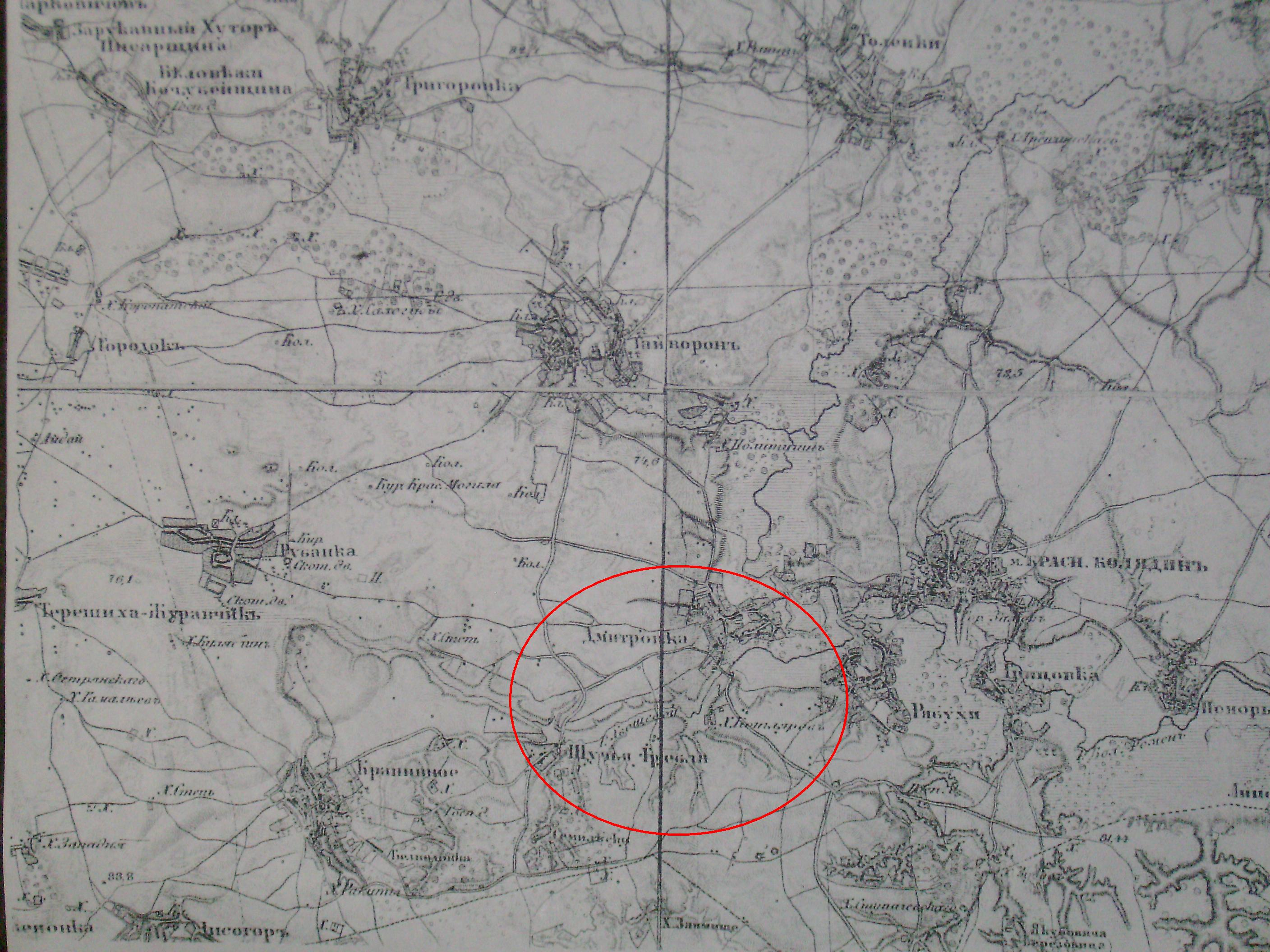
Дмитрівка на карті Ф. Ф. Шуберта 1859 року

З 1740 року входила до Самборського старостату. У 1761 році в селі налічувалось козаків — 361, казенних селян — 1, поміщицьких селян — 220. У часи пізньої Гетьманщини Дмитрівка активно розвивалася, конкуруючи з сотенним центром — містечком Голінка.  В 1777 р., згідно "Ісповєдальной вєдомості" в селі мешкало 530 осіб чоловічої статі та 416 жіночої, віком від новонароджених, до стариків. Всього - 946 жителів. У 1780 році в Дмитрівці діяла Свято-Троїцька православна церква, було два священики — отці Іоанн Світильський і Феодор Злотницький.
Жителі села були мобілізовані до російської армії під час війни 1812 року. Списки ополченців з числа селян (дані по козакам відсутні) можна прочитати за посиланням: 
Згідно "ревізських сказок", які зберігаються у Чернігівському обласному архіві, з 1835 по 1845 рр. Дмитрівка входила до Голінської волості.
У наступні сто років кількість населення змінилася: у 1866 році в селі було 156 дворів, 1362 жителі. Швидке зростання села почалося після скасування кріпацтва, і особливо з початком будівництва Лібаво — Роменської залізниці. На 1897 рік село налічувало 2366 жителів.
В енциклопедичному словнику «Малоросія» значилося, що у 19 верстах від Талалаївки знаходиться станція Лібаво-Роменської залізниці Дмитрівка, названа так за ім'ям найближчого до неї волостного села Конотопського повіту Дмитрівки (близько 1700 мешканців). Майже єдиною вантажною операцією станції було відвантаження збіжжя, якого відвантажувалося у напрямку Лібави протягом року близько 1,3 мільйона пудів.
1880 року в селі збудували нову церкву. Навпроти неї була збудована земську школу й будинки для вчителів. У той же період почалася забудова сучасного центру, району старого кладовища, району сучасного вокзалу, пожежної частини, намітилися сучасні вулиці. Промисловість була представлена вітряними й водяними млинами, кузнями, олійнями, чинбарнями.
Після будівництва залізниці необхідно було вирішити питання будівництва мосту через р.Ромен. Він мав зв"язати надійною дорогою Дмитрівку як товарну станцію і села навколо Красного Колядина, звідки на станцію привозили збіжжя та худобу на продаж. Будівництво мосту почалося 1885 року із засідання Конотопського повітового зібрання. Фактично закінчилося 1903 року.
На кінець XIX століття навколо села виникло багато хуторів: Склярів, Котлярів хутір, Чубатий, Решотки та інші.
На початку XX століття у Дмитрівці з'явились перші підприємства. У 1905 році у Дмитрівці було збудовано паровий вальцьовий млин — найбільший на той час в Україні, а у 1906 році в селі Щуча Гребля — цукровий завод, ще один паровий млин і цегельний завод біля Романкової греблі.

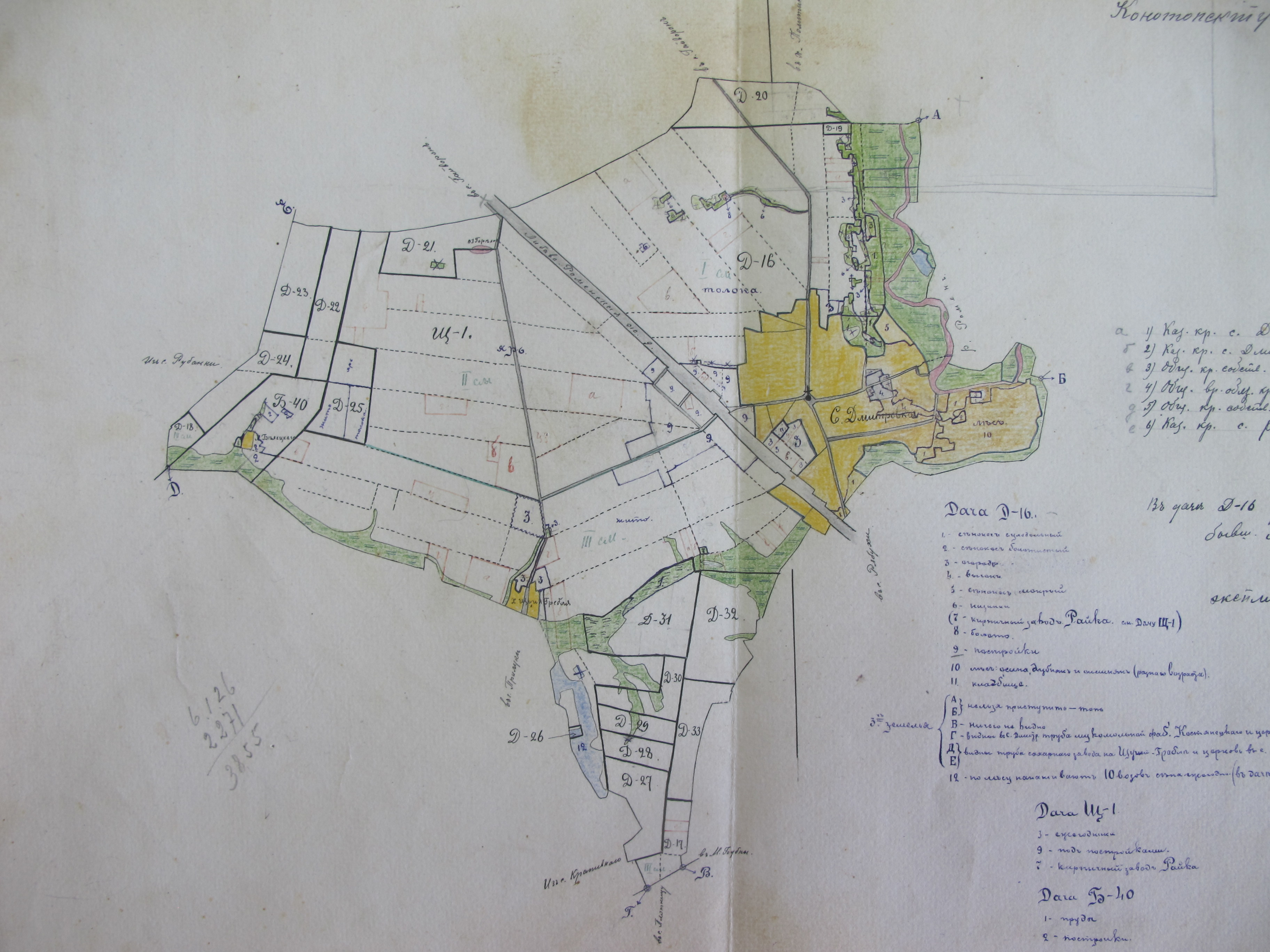
Дмитрівка 1913 р. на землемірському плані Конотопського повіту

Перед революцією 1917 року в Дмитрівці було 597 дворів, 3518 жителів, в тому числі понад 200 жидів (євреїв), які мали на місці сучасного парку та в районі нинішньої пожежної частини, сучасного центру свій маленький квартал з синагогою. В селі працювало 8 крамниць, 2 лісоторгових склади з бригадами теслів, фабрика з виробництва сухарів для армії, цукеркова фабрика, цегельний завод, парові млини, цукрозавод, залізнична станція, заїжджий двір, дрібні підприємства, шинки, розливний пункт Роменського пивзаводу, маленькі майстерні в будинках євреїв — шапкарів, шевців, перукарів, чоботарів тощо.

### Доба визвольних змагань і міжвоєнний період
У 1917–1920 роках влада в селі часто переходила «з рук в руки», прихильники нової щораз карали і знищували попередників. У 1917 році Дмитрівка — у складі УНР. 15 січня 1918 року загони більшовиків та полк Червоного козацтва розбили під Бахмачем значні військові частини Центральної Ради й захопили владу. У травні 1918-го влада перейшла до військ гетьмана Скоропадського. На початку січня 1919 року наступ на лівобережну Україну розпочала Українська радянська армія Антонова-Овсієнка. В першій декаді січня у Дмитрівку увійшли частини 1-ї дивізії 1-ї армії Українського фронту РККА. Черговий раз село «перейшло з рук в руки» в серпні 1919 року, цього разу вже денікінцям генерала Бредова, коли Добровольча армія Денікіна розпочала похід на Москву. Крах загального наступу армії Денікіна на Москву привів не лише до тотального відступу білих, але і до перелому в усій Громадянській війні. В середині жовтня 1919 року розпочався контрнаступ Південного фронту Червоної армії. В кінці жовтня почався наступ 12-ї радянської армії на Чернігівщині. Втретє і остаточно в радянська влада в Дмитрівці встановилася у листопаді 1919 року.
За час війни занепали дрібна торгівля і дрібні виробництва, зруйновано артилерійським вогнем цукрозавод. У 1920-х роках, як наслідок війни, в селі розквітав бандитизм. Діяли загони так званих "народних месників" Марусі та отамана Клітки. Діяли і кримінальні банди, на зразок розбійників Лялі.
В 1923–1941 та 1943–1962 роках Дмитрівка — центр Дмитрівського району у складі, відповідно, Конотопської округи та Чернігівської області.
У 1929 в селі, на основі господарств розкуркулених і висланих до Сибіру господарств Буланого і Чоботька, створено перший колгосп. У наступні роки створюються нові колгоспи, почалося методичне знищення хуторів.
У 1940 році в селі збудували маслозавод, сушарку для зерна, почали будувати шосе Дмитрівка — Бахмач.

### Голодомор 1932-33
З ранньої весни 1932 у Дмитрівці комуністи організували голод. Неврожаю в колгоспах і на присадибних ділянках не було, але «ударні» хлібозаготівлі, примусова колективізація, розкуркулення та насильницьке вилучення продуктів харчування у селян, що часто набувало варварських форм, призвели до голоду. За свідченнями очевидців масштабного голоду в селі не було, проте люди чинили організований опір колективізації, підтримували повстанські загони (зокрема, антирадянський загін Червоні козаки). У травні 1932 року селяни розгромили млин у селі Рубанка, де зберігалося зерно.

### Друга світова війна

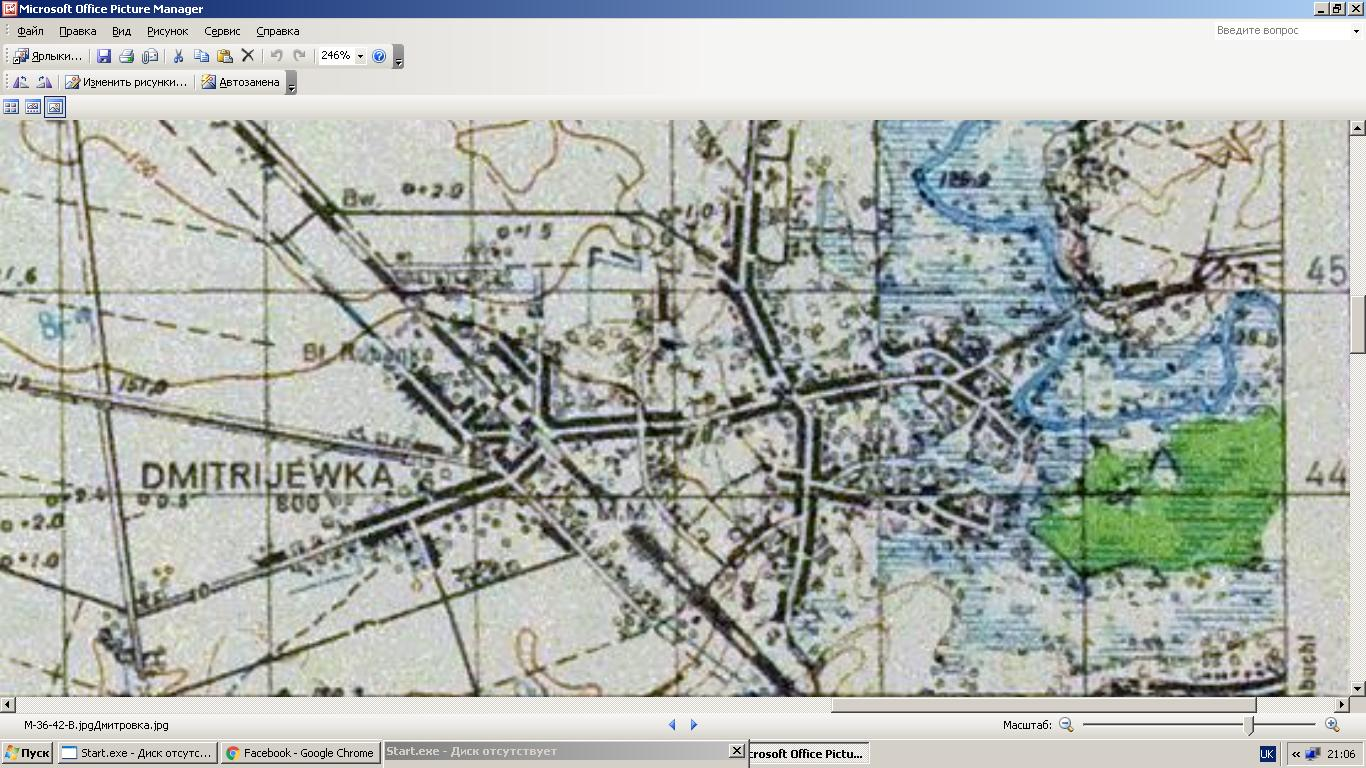
1943, Дмитрівка на карті німецького генерального штабу

Село Дмитрівка дуже скоро опинилось у прифронтовій смузі, місцева залізнична станція неодноразово зазнавало нальотів німецької авіації. Особливо руйнівним був напад у серпні 1941 року станція зазнала удару німецької авіації, близько двадцяти «Юнкерсів-87» у супроводі восьми винищувачів «Мессершміт», в результаті якого було знищено три ешелони з боєприпасами і продовольством радянської армії. В перший день нальоту було успішно зруйновано колію з обох боків залізничної станції, яку, втім, за кілька годин відновили, та обстріляно з кулеметів залізничні ешелони. Наступного дня по ешелонах було завдано бомбового удару, який їх практично повністю знищив. Артилерійські снаряди, набої, консервовані продукти вибухами бомб, та здетонованих боєприпасів, було розкидало на величезній території.

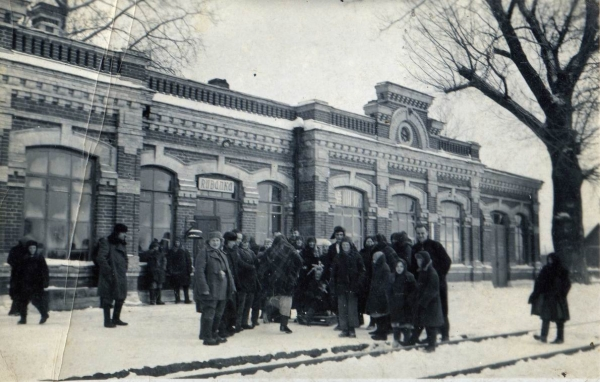
Старий вокзал с.Дмитрівка 1943р.

11-15 вересня війська 2-ї танкової групи Гудеріана в боях на Конотопському напрямку перерізали залізницю Ніжин — Конотоп — Брянськ. Ешелони, якими була забита залізниця від станції Рубанка майже до Ромен були знищені самими радянськими саперами. 14 вересня 1941 року до Дмитрівки вступили німці, В бою за село вони втратили значно більше бойової техніки, ніж Червона Армія. Проте західніше, в ярах біля Ярошівки і далі на захід, у полон була змушена здатися величезна кількість червоноармійців. Через село Дмитрівка величезними колонами проходили військовополонені червоноармійці у напрямку Конотопа, де створили табір військовополонених.

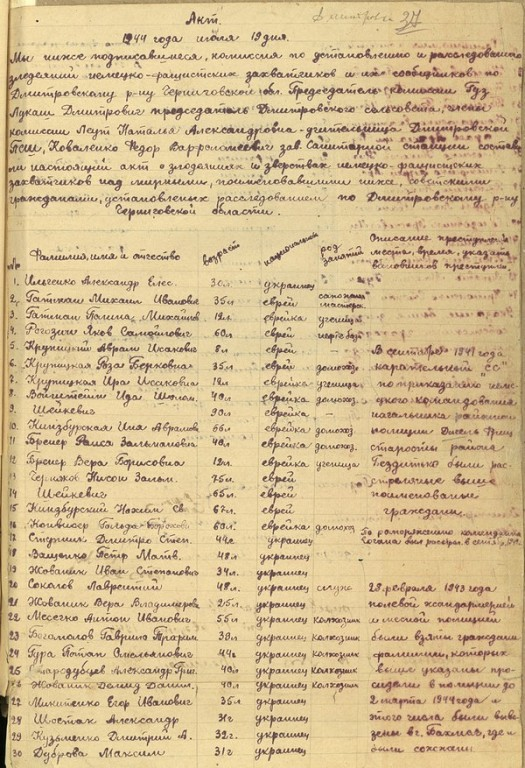
АКТ розстріляні під час ДСВ

Під час окупації у селі квартирувала айнзатцгрупа Ваффен-СС. Нею було влаштовано терор цивільного населення Дмитрівки: спочатку розстріляно євреїв, згодом активістів радянської влади. Точна кількість розстріляних і місце їх поховання невідомі. На території сучасного хлібоприймального підприємства німці влаштували склад своєї розбитої техніки, частину якої розібрали селяни для потреб власного господарства.
Колгоспну систему господарства німці вирішили не чіпати до закінчення війни, назвали її «общинною». З перебоями працювала початкова школа, пекарня. Відновлене церковне богослужіння в Дмитрівській Свято-Троїцькій церкві. Працював клуб, та гуртки художньої самодіяльності при ньому. Німці відновили роботу залізниці, розширили й модернізували залізничну станцію для потреб своєї військової машини. 1943 року в селі був німецький шпиталь. У селі діяла так звана "поліція" з селян-колаборантів, в 1942—1943 роках дислокувався охоронний підрозділ з колишніх військовополонених і підрозділ РОА. Навесні 1943 німці почали викрадати молодих людей на роботи до Німеччини. Всього з Дмитрівки було викрадено у рабство 47 чоловік.
14 вересня 1943 року Дмитрівку звільнили війська 18-го гвардійського стрілецького корпусу 60-ї армії СССР під командуванням генерал-майора Афоніна. У боях за Дмитрівку і Щучу Греблю загинули 97 солдатів.
Всього в часи Другої світової війни у боях з німецькими загарбниками загинули щонайменше 458 жителів села. Станом на 2010 відомо про 764  загиблих дмитрівчан, однак, і ця цифра не може вважатися точною.
В пам'ять про загиблих у Дмитрівці споруджено обеліск. Встановлено також пам'ятник танкістам (радянська важка самохідно-артилерійська установка ІСУ-152).

### Післявоєнний період і до наших днів роки

Дмитрівка у XX сторіччі

Після повернення комуністів у Дмитрівці поновили колгоспну сваволю. Життя в повоєнні роки було дуже важким. Не вистачало харчів, для отримання хліба видавались картки. З присадибної ділянки селяни мусили платити нереальні податки, навіть за фруктові дерева і ягідні кущі.
Видавалася районна газета «Колгоспник Дмитрівщини». Відновила роботу середня школа.
На початку 1950-х років у селі з'явилась електрика, яку з перебоями давала місцева дизельна електростанція.
З 1950-х років почали укрупнення колгоспів — всі існуючі в селі об'єднали в один. У цей же час у Дмитрівці почали масову вербовку молодих дівчат для робіт на чайних плантаціях у Абхазії. В такий спосіб у Абхазії утворилася ціла дмитрівська колонія, члени якої вийшли заміж за грузинів, росіян та абхазів, а на початку 1990-х стали жертвами російсько-грузинської війни.
У середині 1980-х років село динамічно розвивалось: збудовано два цегельні заводи, харчокомбінат, овочесушильний завод, інкубатор, новий залізничний вокзал, модернізовано МТС, яка стала «Сільгосптехнікою», та маслозавод; створено міжколгоспну будівельну організацію, побудовано нову лікарню на 100 ліжок, в якій працював висококваліфікований персонал, робились хірургічні операції.
У 1958 році Дмитрівка отримала статус селища міського типу. А у грудні 1962 року Дмитрівський район було ліквідовано — Дмитрівська селищна рада включена до Бахмацького району.
У 1980 році отримала нове приміщення школа на 634 місця, збудовано пошту, нові магазини, розпочато будівництво нового клубу, яке завершилось у 1995 році. Однак, у 1980-х років ліквідовано міжколгоспну будівельну організацію, інкубатор, побуткомбінат. В 1990 році була розібрана церква, однак, уже наступного року розпочалась її відбудова.
У 1987–1990 роках у Дмитрівці, як і у всій країні, почалась товарна криза. Після розпаду СРСР були закриті цегельні заводи, сушильний, маслозавод, харчокомбінат, «Сільгоспхімію». Пізніше зруйновано тваринницькі ферми, хлібопекарню, «Сільгосптехніку».

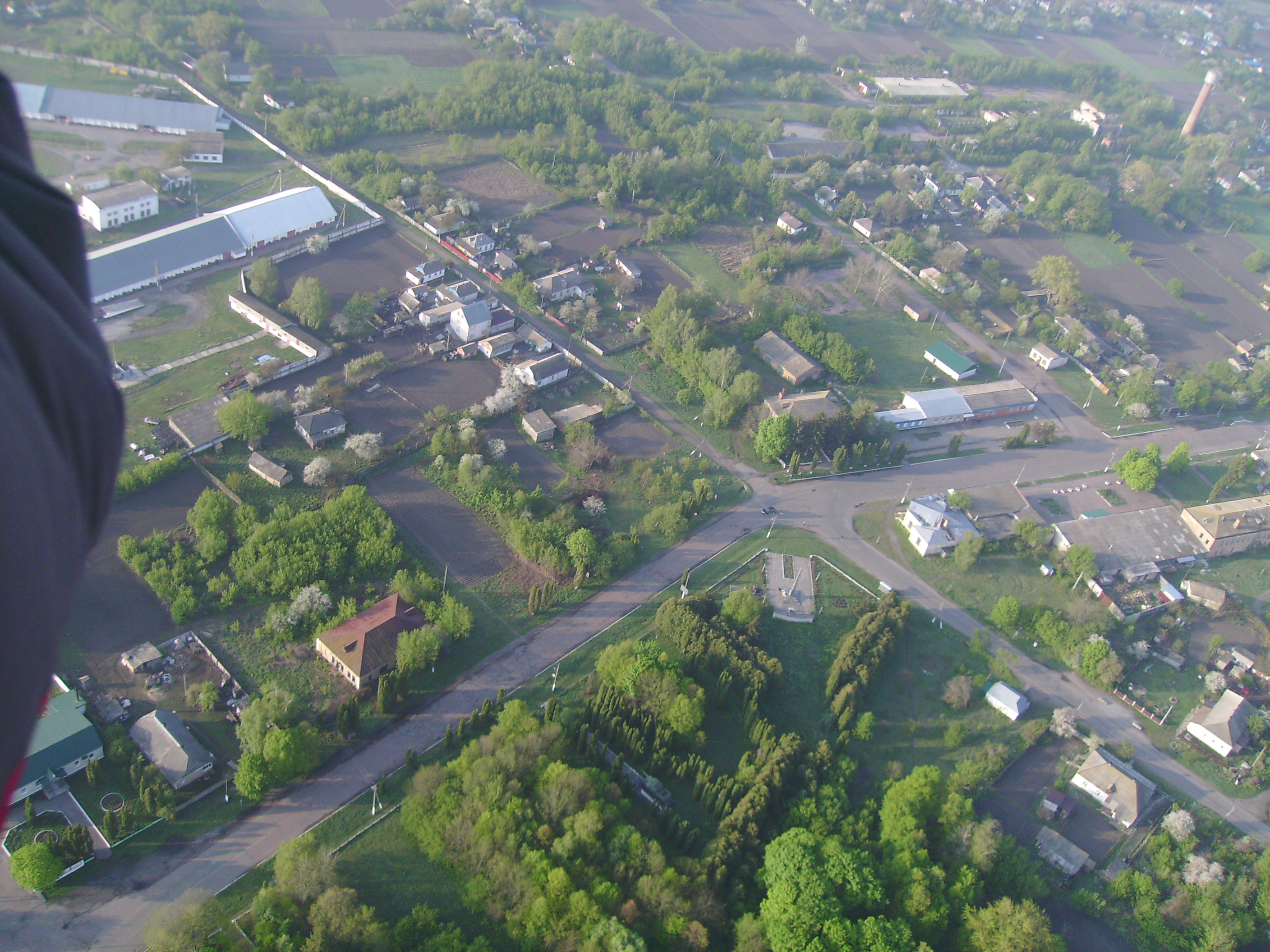
Центр, Дмитрівка. Обеліск, пошта, магазини.05.05.2020 р.

На сьогодні у селищі працюють магазини приватних підприємців, хлібоприймальне підприємство і завод при ньому, молокоприймальне підприємство, приватна пилорама. Є поштове відділення. Коштом жителів в селі проведено центральний водогін.

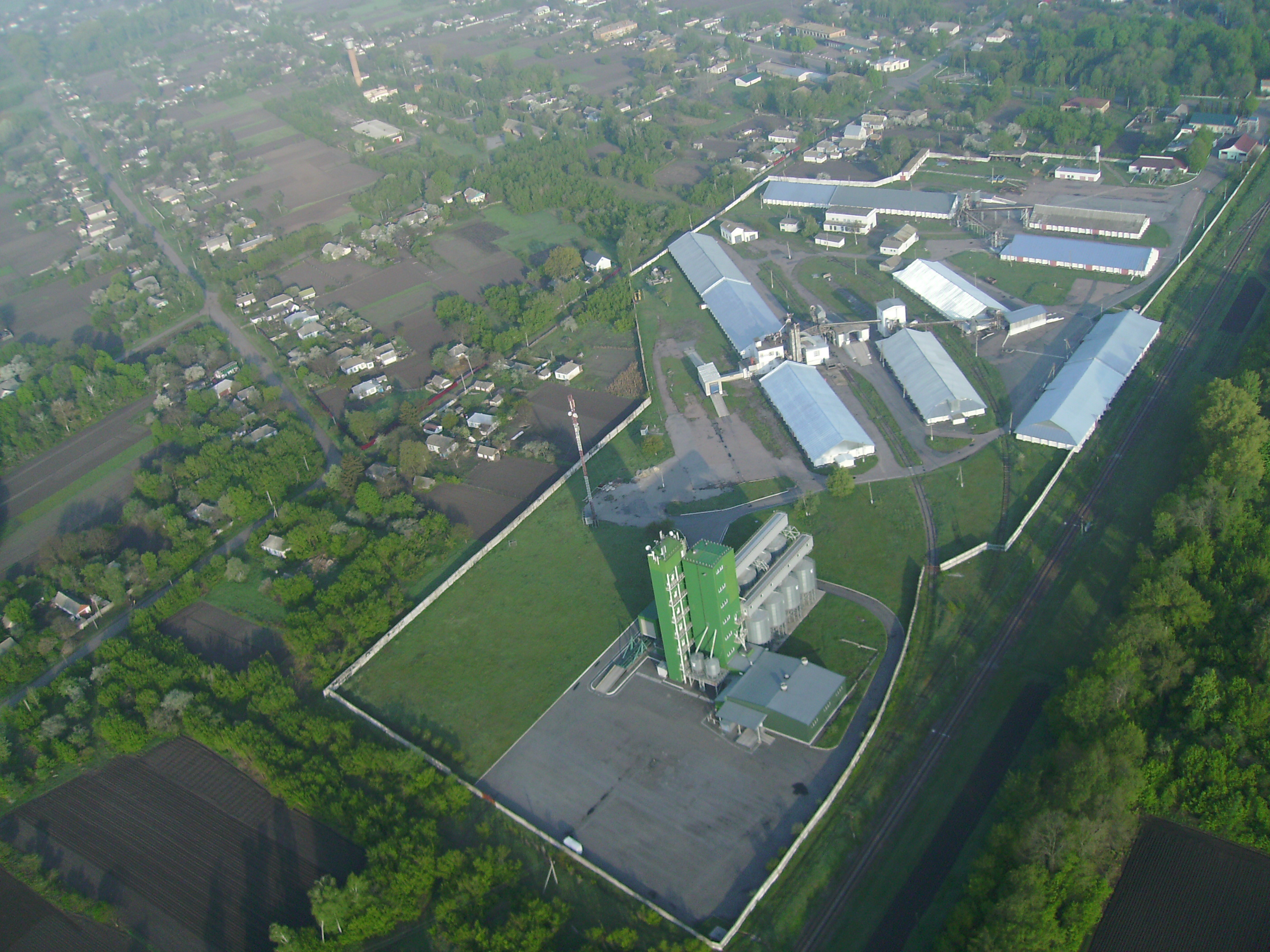
Дмитрівське ЗПП, 05.05.2020 р.

Діють Дмитрівська загальноосвітня школа І-ІІІ ступенів, дошкільний заклад «Сонечко». При школі працює дитячий зразковий ансамбль «Веселі ложкарі». Також діє дитяча бібліотека яка заснована у 1949 році. 2017 р. почав роботу реорганізований шкільний музей Дмитрівської ЗОШ
У 2020 р. Дмитрівка стала центром ОТГ (об"єднаної територіальної громади), куди увійшли села Гайворон, Голінка, Рубанка, Терешиха та Кропивне. Дмитрівка, як і увесь колишній Бахмацький район, увійшла до Ніжинського району.

### Новітня російсько-українська війна
1 лютого 2015 — у Дмитрівці поховали капітана ЗСУ Олександра Пащенка (1982 — 32 роки), учасника війни з путінською Росією, випускника місцевої школи. Жителі селища надають допомогу учасникам війни. Учні школи виготовили маскувальні сітки, за допомоги місцевих підприємств налагодили виробництво пічок, які передали військовим. 
У березні 2015 р. з лав ЗСУ демобілізовано Білецького Євгена, Киричка Дмитра, Харченка Олега. Решта земляків продовжують службу і беруть участь у боях з окупантами.
Восени 2015 року з лав ЗСУ демобілізовано Жованика Віктора, учасника боїв за Донецький аеропорт, відзначеного урядовими нагородами.
Взимку 2015 року  старший лейтенант 128-ї бригади Роман Жованик під час Дебальцівських подій провів найрезультативніший бій російсько-української війни і відправив у Москву російського комбрига Алмаза. Роман Жованик народився і мешкає у Дмитрівці, нині приватний підприємець. 
2016 р. демобілізовано Голованя Сергія, Клименчука Юрія, Яреська Олександра, нагороджено Стахнюка Ігоря, який був поранений в зоні АТО. Державні на народні нагороди отримали також Віктор Жованик, Олександр Углач, Євген Козлов, Юрій Садовий. 
У 2022 році на короткий строк село було окуповано російською армією. Боїв у самому селі не було, але через російські обстріли деякі будівлі, як будівля пошти та деякі магазини, а також певна кількість хат зазнали руйнації. 
| 1905-16 | 2011 |
| --- | --- |
| - Цукровий завод — 1 - Цегельні заводи — 2 - Лісоторгові склади — 2 - Фабрика з виробництва сухарів — 1 - Цукеркова фабрика — 1 - Паровий вальцьовий млин — 1 - Магазинів — 8 - Школа — 1 - Пошта — 1 | - Хлібоприймальне підприємство — 1 - Пилорама −1 - Птахоферма — 1 - Молокоприймальне підприємство — 1 - Магазинів — 16 - Школа — 1 - Пошта — 1 - Дитячий садок — 1 |
| Кількість жителів: 3518 | Кількість жителів: 2630 |

## Населення
Національний склад представлений переважно українцями, конфесійний склад — християнами.

### Чисельність населення
| 1959 | 1979 | 1989 | 2001 | 2016 | 2022 |
| ---- | ---- | ---- | ---- | ---- | ---- |
| 4753 | 4008 | 3929 | 2804 | 2316 | 2090 |

### Мова
Розподіл населення за рідною мовою за даними перепису 2001 року:
| Мова            | Кількість | Відсоток |
| --------------- | --------- | -------- |
| українська      | 2745      | 98.35%   |
| російська       | 44        | 1.57%    |
| білоруська      | 1         | 0.04%    |
| інші/не вказали | 1         | 0.04%    |
| Усього          | 2791      | 100%     |

## Визначні пам'ятки
В селі розташована Свято-Троїцька церква УПЦ (МП). Пам'ятники землякам, що загинули в часи Другої світової війни, і радянським танкістам.
У 1987 році, передбачаючи в майбутньому значне підвищення цін, житель села Юрій Григорович Солдатов свої кошти, накопичені на ощадній книжці (4800 карбованців), вклав у будівництво. Зараз «Замок Солдатова» є однією з визначних пам'яток селища.

## Відомі люди
Серед найвідоміших уродженців села Дмитрівка:
. Білецький Арсен Іванович (1900 - н/д) - козак 6-ї технічної сотні армії УНР
- Савченко Трохим Архипович (1899—1921) — воїн армії УНР, учасник Другого зимового походу;
- Яценко Павло Васильович (1920—1993) — учасник Другої світової війни, Герой Радянського Союзу ;
- Здесенко Юрій Георгійович (1943—2004) — український фізик, член-кореспондент НАН України, лауреат Державної премії України в галузі науки і техніки (2016, посмертно);
- Данилець Володимир Віталійович (нар. 1960) — народний артист України, артист естради та гуморист; На початку 2016 р. на сайті адміністрації президента України з'явилося кілька петицій про позбавлення Володимира Данильця та його партнера по естрадному дуету — Володимира Мойсеєнка — звання «Народний артист України» через їхню участь у російських розважальних програмах разом із росіянами, які відверто підтримували агресію Росії проти України. ( джерело: Данилець Володимир Віталійович) Обох артистів внесено до бази сайту "Миротворець". Причина - свідома участь в інформаційно-пропагандистській провокації Росії - так званому "Телемості між Росією та Україною "Треба поговорити", організованому пропагандистським каналом "Росія-1". (Джерело: https://apostrophe.ua/ua/article/lime/learn/2024-12-17/gde-seychas-kroliki-moiseenko-i-danilets-kotoryie-podderjivali-rossiyu/60334)
- Пащенко Олександр Михайлович (1982 — 2015) — капітан Збройних сил України, загинув під час російсько-української війни;
- Прохорський Василь Петрович (*4 травня 1980, Щуча Гребля. — †18 лютого 2014, Київ) — активіст Євромайдану, волонтер Медичної служби, Герой України (посмертно). Загинув під час штурму Євромайдану спецпідрозділами «Беркут»;
- Актуалії З початком окупації Криму та російською агресією на Донбасі до лав ЗСУ було мобілізовано жителів селища, частина з них брала участь у боях з окупантами. Отримали поранення Козлов Євген, Воронов Андрій, Жованик Роман, Жованик Віктор, Стахнюк Ігор, Ілляшенко Павло, Углач Олександр.

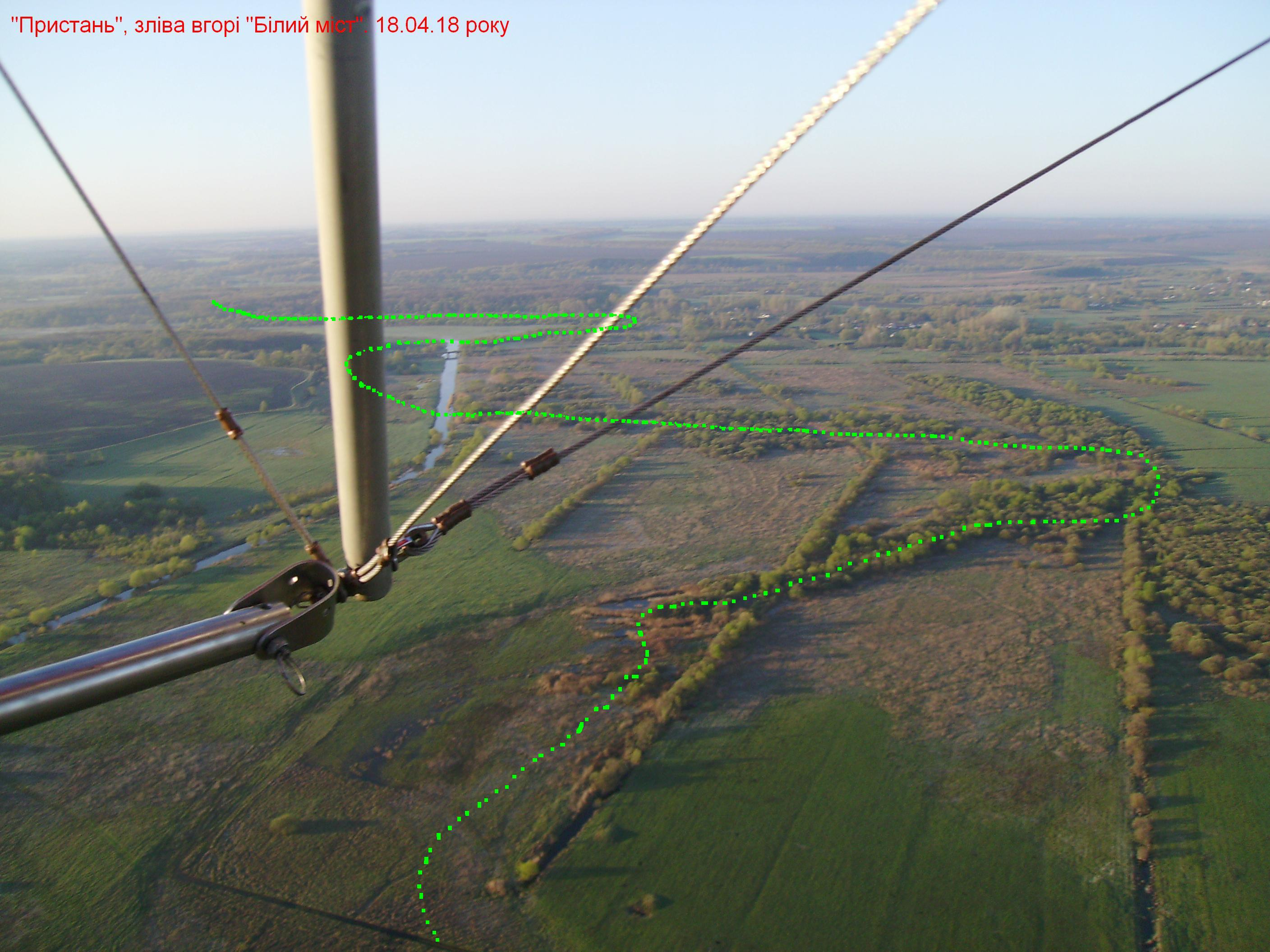
"Білий міст", "Пристань" - місце на р.Ромен де була човнова пристань до проведення меліоративних робіт.

## Галерея

Розлив

## Також
- Перелік населених пунктів, що постраждали від Голодомору 1932—1933 (Чернігівська область)